# Reyðarfjörður
Reyðarfjörður je město na východě Islandu, v obci Fjarðabyggð. Nachází se 32 km jižně od města Egilsstaðir. Žije zde 2.238 obyvatel. Zeměpisné souřadnice jsou 65°02' severní šířky a 14°13' západní délky.